# Gabriel Putz
Gabriel Henri Putz (1859-1925) est un général français, actif durant la Première Guerre mondiale. Il fut élevé à la dignité de Grand officier de la Légion d'honneur, en 1920.

## Une carrière d’artilleur

### Famille
Issu d’un père polytechnicien et militaire, Gabriel Putz naît le 26 janvier 1859, à Metz (Moselle). Son père Henry Putz (1824-1903), polytechnicien et officier d'artillerie, fut nommé général de brigade en 1881 et commandeur de la Légion d'honneur. Ses deux frères ont épousé la carrière militaire, le colonel Marcel Putz (1874-1959), officier de la Légion d'honneur, et Henri Putz, (1868-1893), major d'entrée de l'École spéciale militaire de Saint-Cyr, promotion de Châlons. Son beau-frère Henri Jannet (1869-1914), polytechnicien et officier d'artillerie, tomba pour la France le 18 septembre 1914 au combat de Machemont comme chef d'escadron au 36e régiment d'artillerie.

### Carrière
Ayant opté pour la nationalité française le 8 mai 1872, Gabriel Putz entre major de promotion à l’École polytechnique (promotion 1877-1879), dont il sort avec le numéro 6. II rejoint alors l’École d’application de l'artillerie, dont il sort major de promotion, où il revient quelques années plus tard avant de rentrer à l’École supérieure de guerre où il est également major de promotion (1890-1892) et d’être affecté à l’État-major de l'Armée.
La première partie de sa carrière est marquée par la participation à plusieurs expéditions coloniales 
1881-1882 :  au Corps Expéditionnaire en Tunisie, comme lieutenant d’artillerie.
1885 -1886 : au Tonkin, comme capitaine à la Division d’Occupation du Tonkin-Annam.                                           
1896-1897 : à Madagascar où le général  Gallieni, gouverneur général, qui l’avait remarqué au Tonkin lui confie le Cercle de Mondava, avant de le prendre à son état–major.
En 1897, à son retour de Madagascar, il commande un groupe au 11e RA de Vincennes. 
1900-1901 : En Chine (Révolte des Boxers) comme chef du quatrième bureau de l’état-major du général Voyron, chef du corps expéditionnaire, contingent français autonome dans le cadre d’une expédition internationale
Lieutenant-colonel à son retour de Chine, il est réaffecté au 11e RA à Vincennes. 
En 1906, il rejoint l’état-major du général Galliéni, commandant la 14e région militaire RA et gouverneur militaire de Lyon, dont il devient le sous-chef d'état-major. En 1909, comme colonel il prend les fonctions de chef d’état-major.
Nommé général de brigade en 1911, il assure le commandement de l’artillerie du 17e CA à Bordeaux, avant de rejoindre le Comité d’État-major, organisme à la disposition du Chef d’État-Major général.
Le 22 décembre 1913, il reçoit le commandement de la 28e division d'infanterie (Chambéry) et des subdivisions territoriales d'Annecy, Vienne et Bourgoin.  
Il est promu général de division le 1er juillet 1914. 

## La Grande Guerre
À la tête de sa division, il est blessé le 26 août 1914. Début septembre, il met en place, conformément aux instruction du général Dubail, commandant la Ire armée, un conseil de guerre divisionnaire chargé de juger les actes d'insoumission dans le secteur de la 28e DI. C'est ce conseil qui condamna Eugène Bouret, plus tard réhabilité.
Le 12 septembre 1914, il prend le commandement du Groupement des Vosges, toujours subordonné à la Ire armée, puis le 34e CA à partir d'octobre et enfin en décembre 1914 le Détachement d’Armée des Vosges (VIIe armée) toujours  placé sous les ordres du général Dubail, nommé commandant du groupe d’armées de l’Est. Il accueille dans son secteur une visite officielle du président Raymond Poincaré le 14 février 1915.
C'est lors de son commandement à la tête du Détachement de l'armée des Vosges que le général Putz autorisa l'installation de Foyers de soldats, véritable révolution dans le cadre militaire, car on n'avait pas pensé aux heures d'inaction du soldat : ces foyers situés près du front (créés en France par Emmanuel Sautter) proposaient notamment aux combattants un lieu de repos et de loisirs, des salles de lectures et de correspondance ; un essai fut décidé par le général Putz et un premier foyer dut inauguré à Voivre fin janvier 1915, mais l’autorité militaire ne suivit pas, le repos du soldat devant rester une affaire militaire ; malgré tout, quelques autres suivirent, mais les débuts restèrent modestes jusqu’à l'arrivée des troupes américaines en 1917, et notamment lorsqu'elles devinrent opérationnelles en 1918.
Le 2 avril 1915 il permute avec le général de Maud’huy et prend le commandement du détachement d’armée de Belgique (future VIIIe armée. Quelques jours plus tard, le 22 avril, il essuie près d'Ypres la première attaque par les gaz menée par les Allemands (Deuxième bataille d'Ypres).
En avril 1915, il eut connaissance par une information d'un déserteur allemand, d'une possible attaque au gaz de la part des Allemands : il passa l'information au roi des Belges et au Général Foch, ce qui permit aux armées alliées de se prémunir en partie lors de la seconde bataille d'Ypres. En juin 1915, il fut écarté par l'État-major, qui lui confia la VIIIe armée : « Le général Putz, qui a cessé de plaire, me dit C'est le G.Q.G. qui ordonne tout, et le G.Q.G., ce n'est pas le major-général, mais 3 ou 4 officiers formant l'entourage du Général Joffre, sans responsabilités et sans mandat. (28.5.1915) »
Gabriel Putz prend ensuite en charge le 4e corps d'armée qu'il dirige du 17 juin 1915 au 19 décembre 1917. Il est sur le front de l'Argonne fin 1915, puis dans l'Aisne et la Somme en 1916. Le général Putz prend ensuite la tête du Commandement supérieur du Nord, du 23 décembre 1917 au 19 avril 1918. Il est réemployé comme adjoint à l'inspecteur général des effectifs de la zone des armées du 15 septembre 1918 au 28 janvier 1919. Pour couronner sa carrière militaire, le général de division Putz est élevé à la dignité de Grand officier de la Légion d'honneur, le 10 juillet 1920.
Gabriel Putz décéda le 22 février 1925 à Metz, mais fut inhumé dans le tombeau des gouverneurs à l'Hôtel des Invalides.

## Décorations
- Grand officier de la Légion d'honneur le 10 juillet 1920[6]
  -  Commandeur de la Légion d'honneur le 10 juillet 1913
  -  Officier de la Légion d'honneur en 1899
  -  Chevalier de la Légion d'honneur en 1887
- Croix de guerre 1914–1918, palme de bronze (France)[7]
- Médaille coloniale (agrafe Tunisie)[7]
- Médaille commémorative de Madagascar
- Médaille commémorative de l'expédition du Tonkin
- Ordre de l'Étoile de Roumanie (Officier)[7]
- Ordre de l'Étoile d'Anjouan et des Comores (Officier)[7]
- Ordre du Dragon d'Annam (Chevalier)[7]

## Famille et alliés
Le général Putz avait épousé le 5 novembre 1901 Aline-Marie Lacombe (1871-1931), fille de François Lacombe (1827-1875) ingénieur, chevalier de la Légion d'honneur, et de Alexandrine Glénard (1842-1898), descendante de la famille Glénard-Coignet-Dupasquier, d'origine lyonnaise et stéphanoise ; par sa femme, il sera allié du général Meunier (1848-1916), du colonel Louis Pichat (1872-1950) et du général Nivelle.
De son mariage, il aura 2 enfants :
- Antoinette Putz (1905-1989), mariée avec Gaëtan Gondinet (1900-1985) ;
- Roger (1908-1934), marié en 1933.

## Sources
- Almanach Hachette 1918
- Didier Callabre, Le fusillé innocent : la réhabilitation de l'artilleur Eugène Bouret, 1914-1917, Autrement, 2008 (ISBN 978-2-7467-1201-0 et 2-7467-1201-6, OCLC 470751334, lire en ligne), « Les protagonistes de l'affaire », p. 192-208
- Dossier de Légion d'honneur du général Putz.

- VIAF
- ISNI
- BnF (données)